# Hari Dumitraș
Haralambie Dumitraș (Bucarest, 11 de febrero de 1960) es un entrenador y ex–jugador rumano de rugby que se desempeñaba como octavo. Su hijo es el también jugador de rugby Iulian Dumitraș.

## Selección nacional
Fue convocado a los Stejarii por primera vez en abril de 1984 para enfrentar a la Azzurri y disputó su último partido en noviembre de 1993 ante el XV del Trébol. En total jugó 47 partidos y marcó siete tries para un total de 30 puntos (un try valía 4 puntos hasta 1992).

### Participaciones en Copas del Mundo
Disputó las Copas del Mundo de Nueva Zelanda 1987 donde Rumania solo venció a Zimbabue e Inglaterra 1991 en la que Dumitraș fue capitán de su seleccionado, los Stejarii derrotaron a los Flying Fijians con un try del capitán y fueron eliminados en fase de grupos.
| Mundial                       | Sede          | Resultado    | PJ | Tries |
| ----------------------------- | ------------- | ------------ | -- | ----- |
| Copa Mundial de Rugby de 1987 | Nueva Zelanda | Primera fase | 2  | 0     |
| Copa Mundial de Rugby de 1991 | Inglaterra    | Primera fase | 3  | 1     |